# Гастония (город)
Гастония (англ. Gastonia) — город в Северной Каролине, административный центр округа Гастон, расположен в агломерации Шарлотт-Гастония-Конкорд. В 2000 году в городе проживало 66 277 человек.